# Christoph I. von Rad
Christoph I. Rad, auch Christoph I. von Rad und Christoph von Radt oder Christoph von Radt der Ältere (geboren 28. Oktober 1628 in Lindau; gestorben 31. Oktober 1710 in Augsburg), war ein deutscher Kaufmann und kaiserlicher Hofjuwelier.

## Leben und Werk
Im Alter von etwa 10 Jahren begann der gebürtige Lindauer Christoph Rad 1638 eine Lehre bei dem Augsburger Goldschmied Abraham Mündten. 1649/51 reiste er nach Italien und hielt sich anschließend bis 1654 in Frankreich, Holland, Flandern, Brabant, Seeland und England auf. 1664 kehrte er nach Augsburg zurück, wo er 1665 als Juwelier in die Zunft der Kaufleute eintrat.
1687 heiratete Rads Tochter Maria Jakobine Rad den aus Lindau stammenden Goldschmied Bartholomäus Hösslin (1659–1704), der 1688 nach Augsburg zog. Dort gründeten Rad und sein Schwiegersohn 1690 das Handels- und Bankhaus Rad & Hösslin, das bald darauf zahlreiche europäische Fürstenhöfe mit Augsburger Silber- und Goldschmiedearbeiten belieferte.
1693 erwarb er das ursprünglich aus dem 15. Jahrhundert stammende Haus Lit. D 191 an der  Grottenaustraße Ecke Ludwigstraße, das dann ’Von Radsches Haus’ genannt wurde. Das bis 1938 in Familienbesitz stehende Haus wurde 1944 völlig zerstört.
1694 bis 1697 war Rad Mitglied des Inneren Rats. 1697 wurde er durch Kaiser Leopold I. nobilitiert.
Sein Sohn war Christoph II. von Rad (1676–1730).
Andreas Matthäus Wolfgang stach ein Kupferstich-Porträt von ihm nach einer Vorlage von Isaak Fisches II.

## Von-Rad-Straße
In Pfersee-Süd in Augsburg ist die Von-Rad-Straße nach der Patrizier- und Goldschmiedefamilie benannt.